# Садурська Катерина Сергіївна
Катерина Сергіївна Садурська (нар. 19 липня 1992, Миколаїв, Україна) — українська спортсменка, багаторазова чемпіонка та рекордсменка світу з фрідайвінгу, чемпіонка Європи, призер чемпіонату світу, учасниця Олімпійських ігор в Ріо 2016 з синхронного (артистичного плавання). Катерина встановила 7 світових рекордів у фрідайвінгу та шість разів ставала чемпіонкою світу. Вона є першою жінкою у світі, яка досягла глибини 84 метрів у дисципліні «постійна вага без ласт» (Constant Weight Without Fins, CNF), що є абсолютним світовим рекордом .
Світові рекорди
Катерина встановила сім світових рекордів у фрідайвінгу:
1. 22 липня 2023 року – Турнір Vertical Blue 2023: світовий рекорд AIDA у дисципліні постійна вага без ласт (CNF), пірнувши на 74 метри[2].
2. 27 липня 2023 року – Турнір Vertical Blue 2023: абсолютний світовий рекорд у дисципліні CNF — 76 метрів[2].
3. 29 липня 2023 року – Турнір Vertical Blue 2023: світовий рекорд у дисципліні CNF — 77 метрів[2].
4. 24 серпня 2023 року – Чемпіонат світу CMAS, Гондурас: абсолютний світовий рекорд у дисципліні CNF — 78 метрів[1].
5. 10 жовтня 2024 року – Чемпіонат світу CMAS, Каламата, Греція: новий абсолютний світовий рекорд у дисципліні CNF — 80 метрів[1].
6. 26 листопада 2024 року – Міжнародні змагання AIDA, Домініка: Катерина поглибила рекорд на 2 метри у дисципліні занурення без ласт (CNF), встановивши новий абсолютний світовий рекорд — 82 метри[3].
7. 2 грудня 2024 року – Міжнародні змагання AIDA, Домініка: Катерина здолала 84 метри у дисципліні CNF, знову переписавши історію як перша жінка, яка досягла такої глибини без додаткового обладнання.[3]

### Артистичне (синхронне) плавання
Свою спортивну кар'єру Катерина розпочала у рідному Миколаєві з занять артистичним (на той момент синхронним) плаванням. З 2007 вона виступала в складі збірної команди м.Києва, а починаючи з 2012 року представляла Харківську область. Також з 2008 року Катерина представляла Україну на міжнародній арені в складі збірної команди, здобуваючи призові місця на чемпіонатах світу, Європи та Олімпійських іграх.

#### Основні досягнення в синхронному плаванні:
Олімпійські ігри 2016 року (Ріо-де-Жанейро, Бразилія):
4 місце — група [2].
Чемпіонат світу з водних видів спорту 2013 року (Барселона, Іспанія):
- Бронза — група, технічна програма.
- Бронза — група, довільна програма.
- Бронза — група, комбінація [3].

Чемпіонати Європи з водних видів спорту:
- Золото — Берлін 2014, група, комбінація [[[Чемпіонат Європи з водних видів спорту 2014#Результати 4]Європи з водних видів спорту 2014#Результати 4|5]]
- Золото — Лондон 2016, група, комбінація
- Срібло — Берлін 2014, група
- Срібло — Ейндговен 2012, група [4].
- Срібло — Ейндговен 2012, група, комбінація [4].
- Срібло — Лондон 2016, група, довільна програма[4].
- Срібло — Лондон 2016, група,технічна програма.
- Бронза  — Будапешт 2010, група
- Бронза  — Будапешт 2010, група, комбінація

Після досягнень у синхронному плаванні Катерина поступово перейшла у фрідайвінг.

### Фрідайвінг
Катерина повністю присвятила себе фрідайвінгу, де встановила сім світових рекордів і шість разів ставала чемпіонкою світу. 

#### Золоті медалі на чемпіонатах світу:
- 2022 рік – Чемпіонат світу CMAS, Каш, Туреччина: золота медаль у дисципліні вільне занурення (FIM) — 92 метрів.
- 2022 рік – Чемпіонат світу CMAS, Каш, Туреччина: золота медаль у дисципліні постійна вага без ласт (CNF) — 70 метрів.
- 2023 рік – Чемпіонат світу CMAS, Гондурас: золота медаль у дисципліні вільне занурення (FIM) — 97 метрів.
- 2023 рік – Чемпіонат світу CMAS, Гондурас: золота медаль у дисципліні постійна вага без ласт (CNF) — 78 метрів.
- 2024 рік – Чемпіонат світу CMAS, Каламата, Греція: золота медаль у дисципліні постійна вага без ласт (CNF) — 80 метрів.
- 2024 рік – Чемпіонат світу CMAS, Каламата, Греція: золота медаль у дисципліні вільне занурення (FIM) — 95 метрів.

#### Інші медалі:
- Золото - Турнір Vertical Blue, 2023 рік у дисципліні CNF
- Золото – Кубок світу з фрідайвінгу CMAS 2023 Каламата, Греція у дисципліні CNF
- Золото – Кубок світу з фрідайвінгу CMAS 2023 Каламата, Греція у дисципліні FIM
- Золото – Кубок світу з фрідайвінгу CMAS 2023 Каламата, Греція у дисципліні CWTBF
- Срібна медаль – Кубок світу з фрідайвінгу «Kaş Başka», Туреччина, 2021 рік у дисципліні CNF (55 метрів).
- Срібна медаль – Чемпіонат Світу 2022 AIDA (басейн), Бургас (Болгарія)  у дисципліні DYNB.
- Бронза – Чемпіонат Світу 2022 AIDA (басейн), Бургас (Болгарія)  у дисципліні DNF.
- Бронза – Чемпіонат Світу 2024 AIDA (басейн), Каунас (Литва)  у дисципліні DNF.
- Бронза – Чемпіонат Світу 2024 AIDA (басейн), Каунас (Литва)  у дисципліні DYNB.
- Третє місце – Турнір Vertical Blue, 2023 рік у дисципліні FIM.
- Друге місце – Турнір Vertical Blue, 2023 рік у загальному заліку.
- Бронза – Чемпіонат світу CMAS, Каламата, Греція, 2024, у дисципліні CWTB (занурення з бі-ластами) 95 м.

Національні рекорди Катерини станом на кінець 2024 року:
Глибинні дисципліни
- CNF (занурення без ласт) — 84 м, світовий рекорд, Домініка, 2024 рік.
- CWT (занурення з постійною вагою) — 107 м, Домініка, 2024 рік.
- FIM (занурення по тросу) — 97 м, Роатан, 2023 рік.

Басейнові дисципліни:
DYN (динаміка в ластах) — 246 м, Афіни, 2024 рік.
- DYNB (динаміка в біластах) — 224,5 м, Белград, 2024 рік.
- DNF (динаміка без ласт) — 183,5 м, Белград, 2024 рік.
- STA (статична затримка дихання) — 7:01, Белград, 2021 рік.

### Громадська діяльність
Катерина активно займається популяризацією фрідайвінгу та є важливим символом підтримки України на міжнародній арені під час війни. Її спортивні досягнення не лише підкреслюють силу та стійкість українців, але й нагадують світові про ситуацію в Україні.
"Ці змагання — це більше, ніж просто спорт. Це можливість для мене представляти Україну та демонструвати світу, що ми готові до боротьби і перемог, але нам потрібна підтримка", — говорить Катерина після встановлення чергового світового рекорду.

## Виступи на Олімпіадах
| Олімпіада | Дисципліна | Місце |
| --------- | ---------- | ----- |
| Ріо 2016  | групи      | 4     |